# Кремасти
Кремасти (грч. Κρεμαστή) је насељено место у општини Кожани у периферији Западна Македонија, Грчка. Према попису из 2021. године био је 61 становник.
Према бугарском географу и историчару, Василу Канчову, у Кремастију је 1900. године живело 35 Турака. Године 1923. турско становништво је принудно исељено у Турску а на њихово место је насељено 34 караманлијских избегличких породица, којих је на попису из 1928. године било 150. Село се раније звало Кахриманли.